# آبشار کرابتری
آبشار کرابتری (به انگلیسی: Crabtree Falls) آبشاری است که در ویرجینیا، ایالات متحده آمریکا واقع شده و ارتفاع کلی ریزشگاه آن ۱٬۲۰۰ فوت (۳۷۰ متر) است.

## نگارخانه

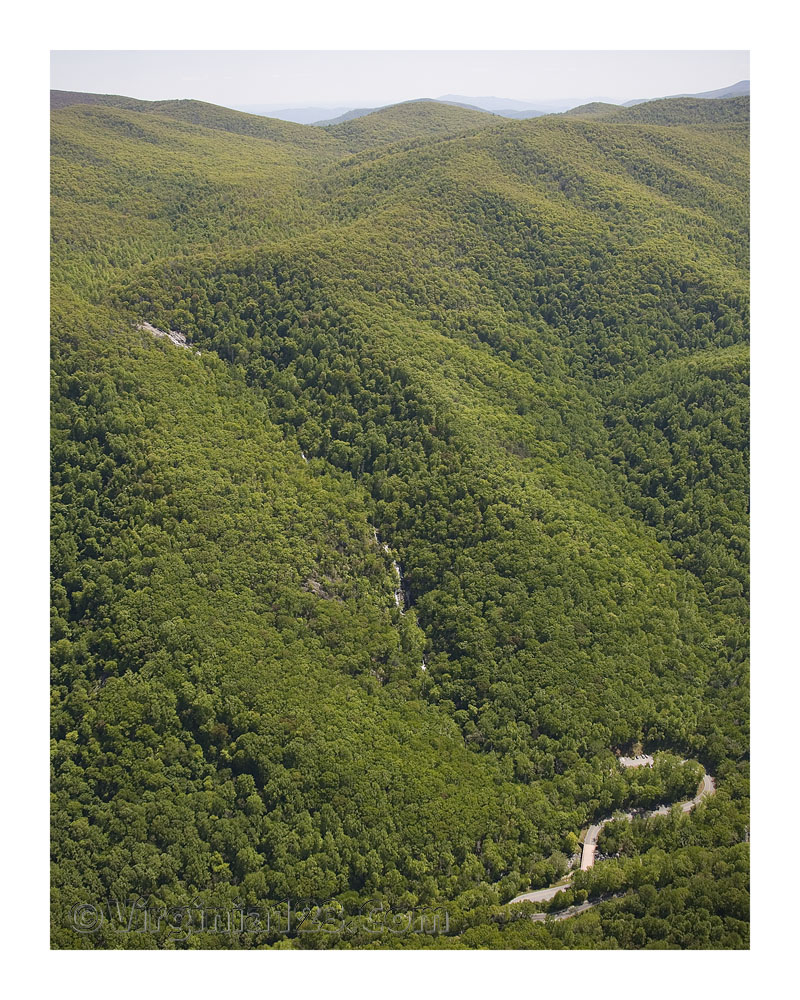